# Giáo hội Chính thống Bulgaria
Giáo hội Chính thống Bulgaria (tiếng Bulgaria: Българска православна църква, Balgarska pravoslavna tsarkva) là một Nhà thờ Chính thống độc lập. Đây là Giáo hội Chính thống Slav cổ nhất với khoảng 6 triệu thành viên ở Bulgaria và khoảng 1.5 đến 2.0 triệu thành viên bên ngoài Bulgaria, chính ở một số nước châu Âu, châu Mỹ, Úc, châu Á và New Zealand.

## Lịch sử
Giáo hội Chính thống Bulgaria có nguồn gốc từ các cộng đồng Kitô giáo hưng thịnh được thành lập ở vùng Balkan ngay từ những thế kỷ đầu tiên của kỷ nguyên Kitô giáo. Kitô giáo đã được giới thiệu đến Bulgaria và phần còn lại của Balkan bởi các sứ đồ Phaolô và Anrê vào thế kỷ 1 sau Công nguyên, khi các cộng đồng Kitô có tổ chức đầu tiên được hình thành. Đến đầu thế kỷ thứ 4, Kitô giáo đã trở thành tôn giáo thống trị trong khu vực. Các thị trấn như Serdica (Sofia), Philipopolis (Plovdiv), Odessus (Varna), Dorostorum (Silistra) và Adrianople (Edirne) là những trung tâm quan trọng của Kitô giáo trong đế chế La Mã.

## Tổ chức
Cũng như các giáo hội Kitô khác, Giáo hội Chính thống Bulgaria tự coi mình là giáo hội Duy nhất, Thánh thiện, Công giáo và Tông truyền. Giáo hội được chia thành mười ba giáo phận trong ranh giới của Cộng hòa Bulgaria và có quyền tài phán đối với hai giáo phận dành cho cộng đồng người Bulgaria ở Tây và Trung Âu, châu Mỹ, Canada và Úc. Các giáo phận lại được chia thành 58 giáo hạt và lần lượt được chia thành khoảng 2.600 giáo xứ.